# 392-я (хорватская) пехотная дивизия (вермахт)
Не путать с испанской «Голубой дивизией».
392-я (хорватская) пехотная дивизия (нем. 392. (Kroatische) Infanterie-Division, хорв. 392. (hrvatska) pješačka divizija) — военное подразделение вермахта, набранное из хорватских добровольцев. Известна как «Голубая дивизия» (нем. Blaue division, хорв. Plava divizija), но не имеет отношения к одноимённой испанской дивизии.

## История
Сформирована осенью 1943 года на полигоне в Австрии из немецких офицеров, подофицеров, военных специалистов и хорватских рекрутов. В состав армий вермахта введена 1 января 1944, причислена к 15-му горному корпусу, 2-й танковой армии. Дислоцировалась близ Карловаца и Хорватского приморья. Пополнялась за счёт усташей и домобранцев. Вела боевые операции против 4-го и 11-го корпусов НОАЮ. Обороняла железную дорогу и автодорогу Загреб-Карловац-Риека, при помощи подкреплений 2-й танковой армии наносила удары по югославам. В ходе Личко-Приморской операции была полностью уничтожена 4-й югославской армией, а командир дивизии Йохан Микль погиб 10 апреля 1945 под Цриквенице от рук солдат 19-й далматинской дивизии НОАЮ.

## Захоронение солдат дивизии
3 апреля 2009 Хельсинкский хорватский комитет по защите прав человека заявил об обнаружении близ Запрешича захоронения около 4500 хорватских солдат, которые служили в 392-й дивизии. Представители заявили, что все эти солдаты были убиты партизанами-антифашистами из 21-й сербской дивизии